# Solo (sång)
Solo är en poplåt med den ryska artisten Alsou. Musiken och texten är gjord av Andrew Lane och Brandon Barnes. Låten representerade Ryssland i Eurovision Song Contest 2000, där låten kom på andra plats med 155 poäng.